# Dzikowiec Kłodzki
Dzikowiec Kłodzki – nieczynny kolejowy przystanek osobowy w Dzikowcu, w gminie Nowa Ruda, w powiecie kłodzkim, w województwie dolnośląskim, w Polsce. Obecnie nie ma na nim peronów. Został wybudowany w 1902 roku. Zlikwidowany został około 1934 roku. Ruch na biegnącej przez przystanek linii został zawieszony w 1931 roku.